# کوسه راسویی استرالیا
کوسه راسویی استرالیا (نام علمی: Hemigaleus australiensis) نام یک گونه از تیره کوسه‌های راسویی است.